# Westküste der Vereinigten Staaten

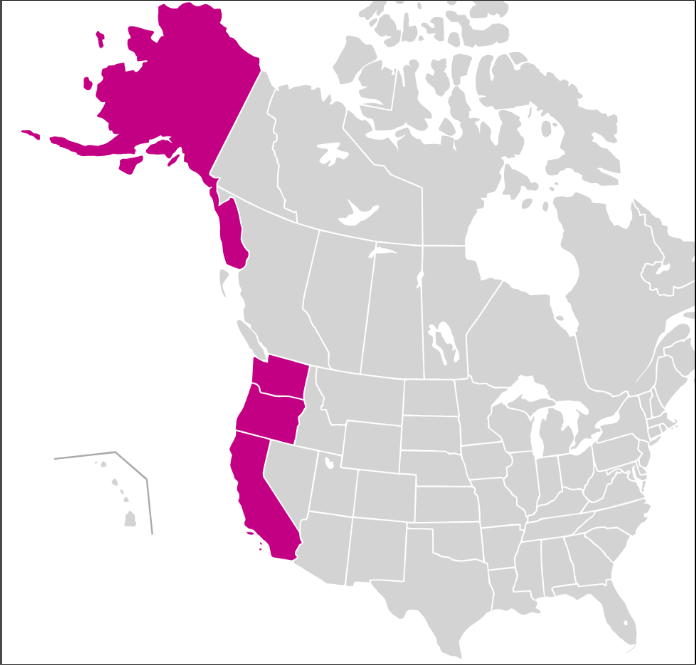
Die in Purpurrot dargestellten Staaten sind in den Begriffen „Westküste“ oder „Pazifikküste“ enthalten.

Als Westküste (englisch West Coast oder Pacific Coast) der Vereinigten Staaten werden meist die vier westlichen, an der Pazifikküste liegenden Staaten Alaska, Washington, Oregon und Kalifornien bezeichnet. Nevada und Arizona werden manchmal aufgrund ihrer kulturellen Ähnlichkeit auch zu den Westküstenstaaten gezählt, gehören aber geografisch nicht dazu, da sie nicht am Pazifik liegen. Manchmal wird der Begriff Westküste auch spezifischer nur für die westlich der Cascade Range, Sierra Nevada und der Mojave-Wüste liegenden Gebiete verwendet.
Hawaii gilt als Sonderfall und ist der Westküste nicht zuzurechnen.

## Geschichte

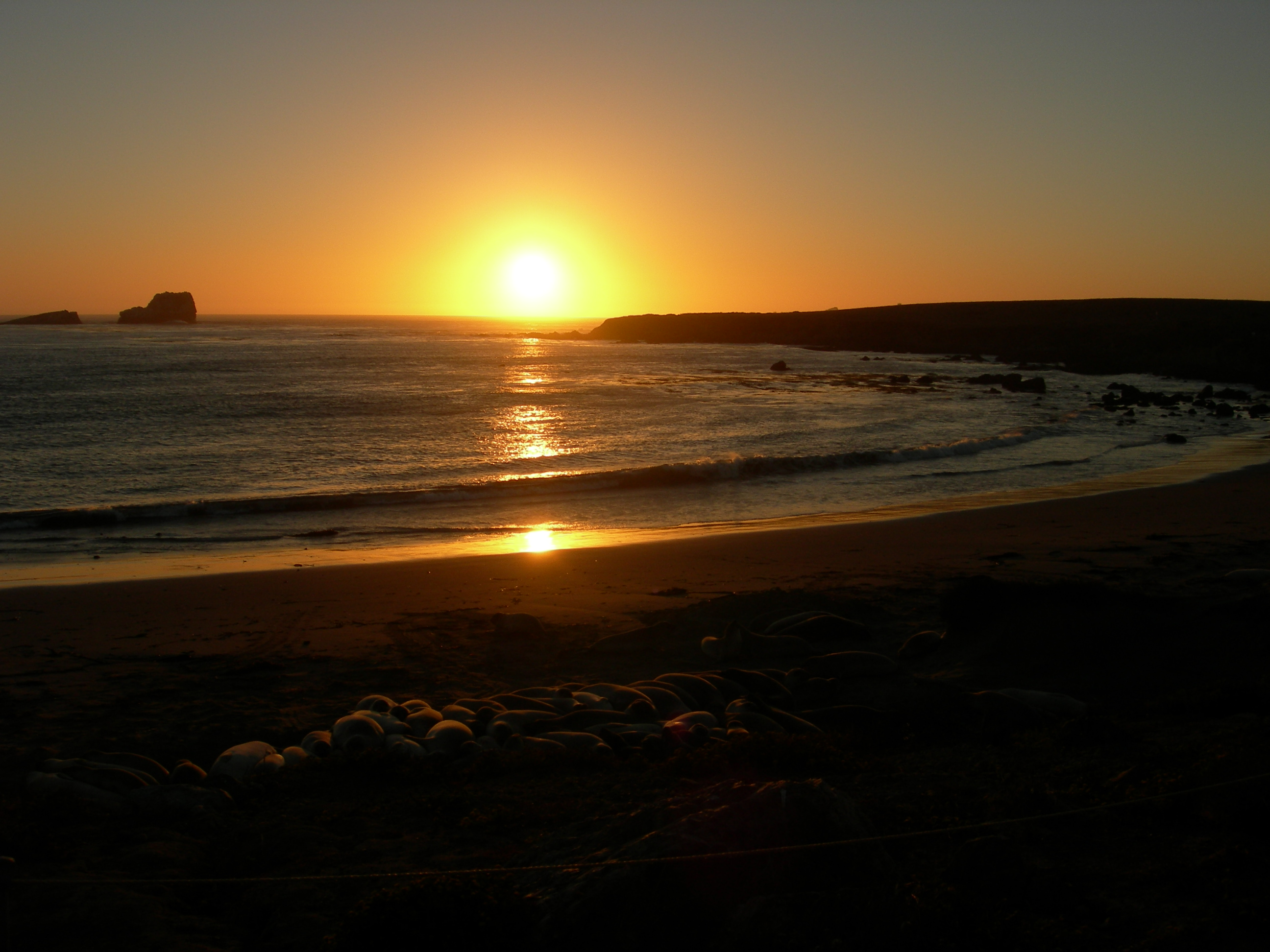
Sonnenuntergang an der Westküste Kaliforniens

Die Westküste wurde von Weißen als letzter Teil des Kernlandes der USA besiedelt, und zwar erst in der Mitte des 19. Jahrhunderts. Die Mehrheit der Bevölkerung, vor allem in Kalifornien, kam im Zusammenhang mit dem Goldrausch. Da die Besiedelung zeitlich mit dem Ende der Sklaverei zusammentrifft, findet man in den Staaten der Westküste relativ wenige Schwarze. Die südlichen Gebiete (Kalifornien) sind dagegen recht stark von mexikanischen Einwanderern bevölkert, was sich auch in der Kultur (beispielsweise die mexikanische Küche) bemerkbar macht.

## Geographie und Geologie

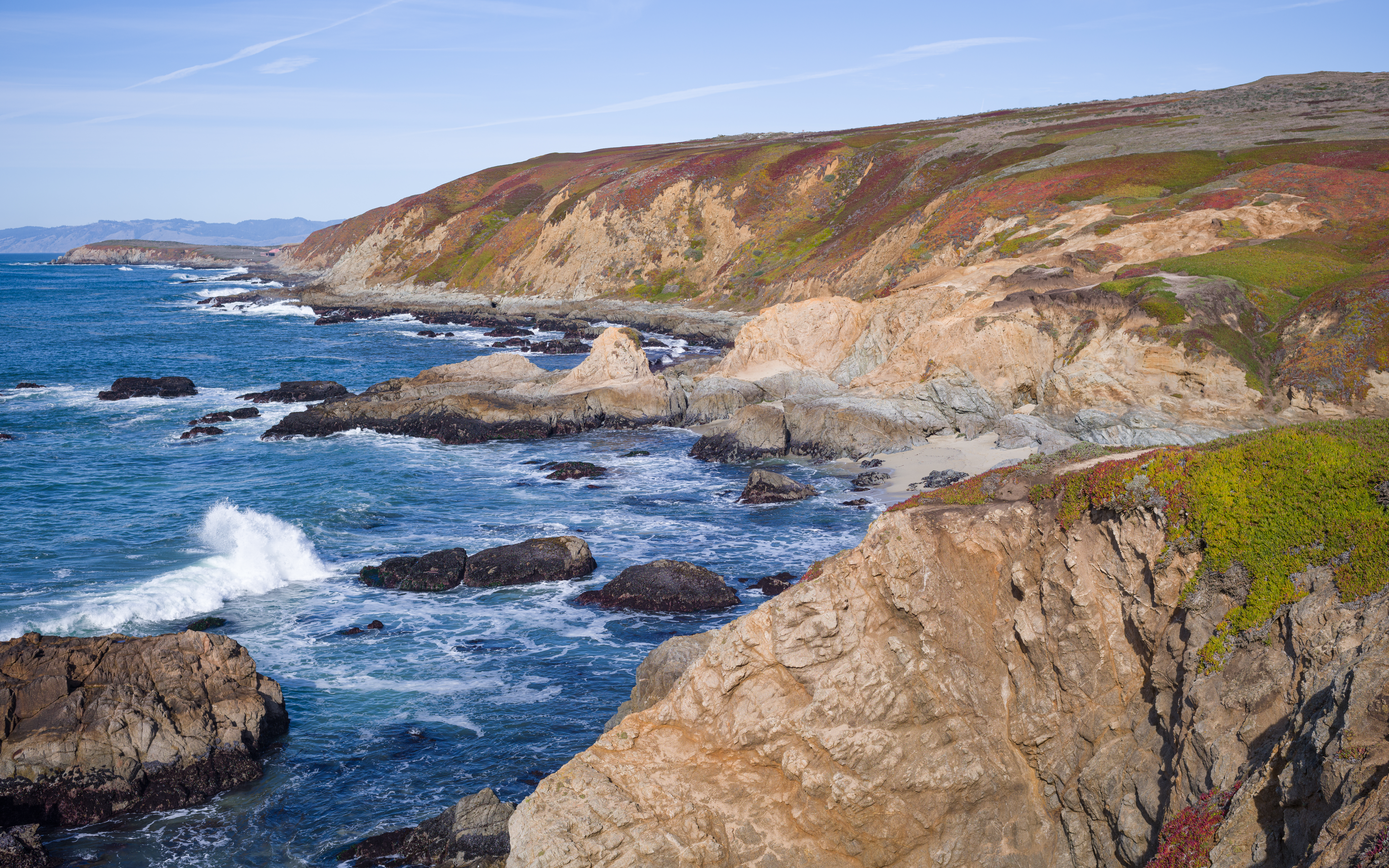
Pazifikküste in Sonoma County, Kalifornien

Der Alaska Panhandle, Washington, Oregon, und der nördliche Teil von Kalifornien sind in Nord-Süd-Richtung von der Kaskadenkette getrennt, welches den regenreichen und bewaldeten Westen vom eher trockenen Osten trennt. Diese Region wird (zusammen mit Anrainern) als Pazifischer Nordwesten bezeichnet. Im südlichen Teil von Kalifornien herrscht deutlich trockeneres Klima vor. Weiter im Landesinneren sind hier auch Wüsten zu finden.
Alle Staaten der Westküste werden regelmäßig von Erdbeben heimgesucht (Transformstörung) und haben eine starke vulkanische Aktivität, da sie Teil des pazifischen Feuerrings sind. Auch sind die Küstengebiete Gefahrengebiete für Tsunamis und wurden auch schon stellenweise verwüstet. Für die Westküste gibt es ein Tsunami-Warnsystem.
Die Küste selbst ist teilweise Steilküste und Strand. Der Strand darf stellenweise mit Kraftfahrzeugen befahren werden. Allerdings muss sich der Besucher klar sein, dass durch die vorherrschenden Meeresströmungen das Wasser selbst im Hochsommer immer recht kühl ist, selbst in Südkalifornien. Typisch sind dafür die Küstennebel im Juli im Bereich der Golden Gate Bridge von San Francisco (kaltes Meer, sehr warmes Hinterland). Die Abschnitte Südkaliforniens mit regelmäßigen und überdurchschnittlich hohen Wellen werden von Surfern genutzt. Wegen der Wassertemperaturen sind Sonnenbaden und Strandspaziergänge typische Freizeitaktivitäten.